# Димитър Михов
Димитър Михов Попов е български просветен деец от Македония.

## Биография
Димитър Михов е роден на 20 октомври 1870 година във валовищкото село Горни Порой, тогава в Османската империя, днес в Гърция. Учи в българската гимназия в Солун, но е изключен за участие в ученическия бунт в 1887 година. Продължава обучението си в сръбската столица Белград. В 1892 година завършва филология в Софийския университет. В 1898/1899 година преподава в Солунската българска девическа гимназия.